# Callidium biguttatum
Callidium biguttatum là một loài bọ cánh cứng trong họ Cerambycidae.